# العلاقات الزيمبابوية السورينامية
العلاقات الزيمبابوية السورينامية هي العلاقات الثنائية التي تجمع بين زيمبابوي وسورينام.

## مقارنة بين البلدين
هذه مقارنة عامة ومرجعية للدولتين:
| وجه المقارنة                                              | زيمبابوي | سورينام                        |
| --------------------------------------------------------- | --- | ------------------------------ |
| المساحة (كم2)                                             | 390.76 ألف | 163.27 ألف                     |
| عدد السكان (نسمة)                                         | 16.53 مليون | 563.40 ألف                     |
| الكثافة السكانية (ن./كم²)                                 | 42.3 | 3.45                           |
| العاصمة                                                   | هراري | باراماريبو                     |
| اللغة الرسمية                                             | لغة إنجليزية، اللغة الشونا، النديبيلية الشمالية ‏، لغة الشيشيوا، Barwe ‏، Kalanga language ‏، Tshwa language ‏، النداو ‏، اللغة التسونجا، لغة الإشارة الزيمبابوية ‏، اللغة السوتية، تونغا ‏، اللغة التسوانية، اللغة الفيندية، اللغة الكوسية | اللغة الهولندية                |
| العملة                                                    | دولار أمريكي | دولار سورينامي، غيلدر سورينامي |
| الناتج المحلي الإجمالي (بليون دولار)                      | 17.85 مليار | 3.32 مليار                     |
| الناتج المحلي الإجمالي (تعادل القوة الشرائية) بليون دولار | 27.88 مليار | 9.07 مليار                     |
| الناتج المحلي الإجمالي الاسمي للفرد دولار أمريكي          | 924 | 9.48 ألف                       |
| الناتج المحلي الإجمالي للفرد دولار أمريكي                 | 1.79 ألف | 16.64 ألف                      |
| مؤشر التنمية البشرية                                      | 0.509 | 0.714                          |
| رمز المكالمات الدولي                                      | +263 | +597                           |
| رمز الإنترنت                                              | .zw | .sr                            |
| المنطقة الزمنية                                           | ت ع م+02:00 | 00                             |

## منظمات دولية مشتركة
يشترك البلدان في عضوية مجموعة من المنظمات الدولية، منها:
| علم المنظمة | اسم المنظمة                                 | تاريخ انضمام زيمبابوي | تاريخ انضمام سورينام |
| ----------- | ------------------------------------------- | --------------------- | -------------------- |
|             | مجموعة دول أفريقيا والكاريبي والمحيط الهادئ | ?                     | ?                    |
|             | الأمم المتحدة                               | 25 أغسطس 1980         | 4 ديسمبر 1975        |
|             | منظمة التجارة العالمية                      | ?                     | ?                    |
|             | منظمة الشرطة الجنائية الدولية               | ?                     | ?                    |
|             | الاتحاد الدولي للاتصالات                    | 10 فبراير 1981        | 15 يوليو 1976        |
|             | البنك الدولي للإنشاء والتعمير               | 29 سبتمبر 1980        | 27 يونيو 1978        |
|             | الاتحاد البريدي العالمي                     | ?                     | ?                    |
|             | منظمة حظر الأسلحة الكيميائية                | ?                     | ?                    |
|             | مؤسسة التمويل الدولية                       | 29 سبتمبر 1980        | 1 سبتمبر 2011        |
|             | وكالة ضمان الاستثمار متعدد الأطراف          | 10 أبريل 1992         | 2 يوليو 2003         |
|             | يونسكو                                      | 22 سبتمبر 1980        | 16 يوليو 1976        |

## وصلات خارجية
- موقع وزارة الخارجية الزيمبابوية
- موقع وزارة الخارجية السورينامية